# Santee (Nebraska)
Santee è un comune degli Stati Uniti d'America, situato nello Stato del Nebraska, nella contea di Knox.